# Pèndol de torsió
El  pèndol de torsió  consisteix en un fil o filferro de secció recta circular suspès verticalment, amb el seu extrem superior fix. A l'extrem inferior del fil es penja un cos de moment d'inèrcia  I  conegut o fàcil de calcular (disc o cilindre).

## Determinació del període de les oscil·lacions
En aplicar un moment torsional  M  a l'extrem inferior del fil, aquest experimenta una deformació de torsió. Dins dels límits de validesa de la llei de Hooke, l'angle de torsió φ és directament proporcional al moment torsional  M  aplicat, de manera que

(1){\displaystyle M=\tau \phi \,}

on  τ  és el coeficient de torsió del fil o filferro de suspensió, el valor depèn de la seva forma i dimensions i de la naturalesa del material. Per al cas d'un fil o filferro és

(2){\displaystyle \tau ={\frac {\pi }{32}}G{\frac {D^{4}}{l}}}

sent  D  el diàmetre del filferro,  l  la seva longitud i  G  el mòdul de rigidesa del material que el constitueix.
A causa de l'elasticitat del fil (rigidesa), apareixerà un moment recuperador igual i oposat al moment torsional aplicat, quan es faci desaparèixer el moment torsional aplicat, el sistema es trobarà en les condicions necessàries per a iniciar un moviment oscil·latori de torsió, concomitant amb les oscil·lacions de rotació de la massa que penja del fil o filferro. Igualant el moment recuperador -  τφ  al producte del moment d'inèrcia  I  del sistema per l'acceleració angular  α  = d  2  φ/d  t   2 , tenim l'equació diferencial del moviment de rotació:

(3){\displaystyle -\tau \phi =I{\ddot {\phi }}\qquad \qquad \rightarrow \qquad \qquad {\ddot {\phi }}+{\frac {\tau }{I}}\phi =0\,}

que és formalment idèntica a l'equació diferencial corresponent a un moviment harmònic simple. Així doncs, les oscil·lacions del pèndol de torsió són harmòniques, i la freqüència angular i el període de les mateixes són

(4){\displaystyle \Omega ={\sqrt {\frac {\tau }{I}}}\qquad \qquad \rightarrow \qquad \qquad T=2\pi {\sqrt {\frac {I}{\tau }}}}

 NOTA:  El mecanisme dels rellotges de polsera mecànics, accionat mitjançant un ressort espiral, tenen un període d'oscil·lació que pot calcular mitjançant la fórmula anterior. El rellotge està regulat mitjançant l'ajustament del moment d'inèrcia de la roda de inèrcia {\displaystyle I\,} (mitjançant uns cargols de la roda d'inèrcia) i de forma més precisa mitjançant el canvi del coeficient de torsió {\displaystyle \tau \,}.

## Usos i aplicacions
El pèndol de torsió constitueix el fonament de la balança de torsió i d'un bon nombre de dispositius i mecanismes.

### Mesura de mòdul de rigidesa
Mitjançant la determinació precisa del període de les oscil·lacions del pèndol de torsió, podem calcular el valor de la constant coeficient de torsió  τ  de la proveta, i a continuació el valor del mòdul de rigidesa G del material assajat.

### Mesura de moments d'inèrcia
Afegint al cos suspès un altre cos de moment d'inèrcia desconegut {\displaystyle T'}, el nou període d'oscil·lació per torsió serà:

(5){\displaystyle T'=2\pi {\sqrt {\frac {R+I'}{\tau }}}}

de manera que eliminant {\displaystyle \tau } entre les equacions (4) i (5) obtenim

(6){\displaystyle I'=\left({\frac {T'^{2}}{T^{2}}}-1\right)I}

que ens permet calcular el moment d'inèrcia del cos afegit.